# لا لیگا ۱۱–۲۰۱۰

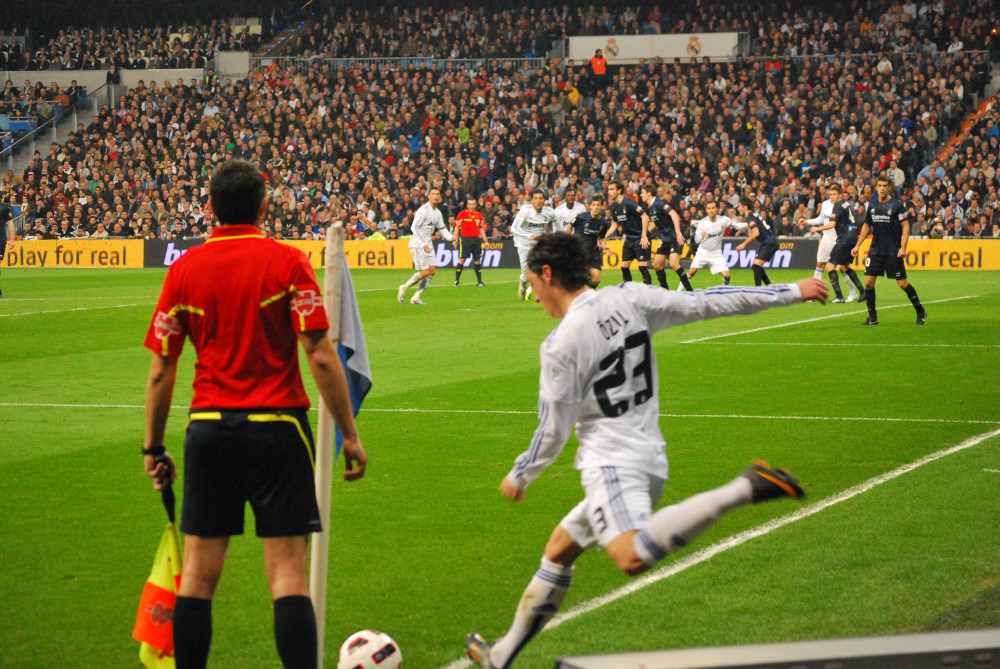
مسعود اوزیل در حال نواختن ضربهٔ کرنر در مسابقهٔ فوتبال رئال مادرید - رئال سوسیه‌داد، از سری رقابت‌های لا لیگا ۱۱–۲۰۱۰

لا لیگا ۱۱–۲۰۱۰ یکی از لیگ‌های لا لیگا بود که طی آن بارسلونا قهرمان، رئال مادرید نایب‌قهرمان و والنسیا سوم‌شد. هرسه تیم مستقیم به لیگ قهرمانان اروپا راه‌یافتند. دپورتیوو لاکرونیا، هرکولس و آلمریا نیز سقوط کردند.